# Spółgłoska szczelinowa wargowo-zębowa dźwięczna
Spółgłoska szczelinowa wargowo-zębowa dźwięczna – rodzaj dźwięku spółgłoskowego występujący w językach naturalnych. W międzynarodowej transkrypcji fonetycznej IPA oznaczanej symbolem: [v].

## Artykulacja

### Opis
W czasie artykulacji podstawowego wariantu [v]:
- modulowany jest prąd powietrza wydychanego z płuc, tak więc artykulacja tej spółgłoski wymaga inicjacji płucnej i egresji;
- tylna część podniebienia miękkiego zamyka dostęp do jamy nosowej, prąd powietrza uchodzi przez jamę ustną;
- prąd powietrza w jamie ustnej przepływa ponad całym językiem – lub przynajmniej powietrze uchodzi wzdłuż środkowej linii języka;
- dolna warga kontaktuje się z górnymi siekaczami (jest to spółgłoska zębowa), tworząc małą szczelinę. Szczelina ta jest na tyle wąska, że masy powietrza wydychanego z płuc tworzą charakterystyczny szum;
- wiązadła głosowe periodycznie drgają, spółgłoska ta jest dźwięczna[1].

### Warianty
Nie zawsze spółgłoska ta jest wymawiana wg powyższego schematu – czasami może dojść do drobnych zmian, np. może zajść:
- wzniesienie środkowej części grzbietu języka w stronę podniebienia twardego, mówimy wtedy o spółgłosce (spalatalizowanej: [vʲ]
- wzniesienie tylnej części grzbietu języka w kierunku podniebienia tylnego, mówimy w takim przypadku o spółgłosce welaryzowanej: [vˠ]
- zaokrąglenie warg, mówimy wtedy o spółgłosce labializowanej: [vʷ][1].

## Występowanie
Przykłady w wybranych językach:
| Język       | Język             | Słowo  | IPA        | Znaczenie    | Uwagi |
| ----------- | ----------------- | ------ | ---------- | ------------ | --- |
| angielski   | angielski         | valve  | [væɫv]     | 'zastawka'   | |
| arabski     | Dialekt syryjski  | كاڥي   | [vaˈhab]   | 'złoto'      | |
| arabski     | Dialekt algierski | ذهب    | [kavi]     | 'podróżować' | |
| duński      | duński            | véd    | [ve̝ːˀð̠˕ˠ]  | 'wiedzieć'   | Zazwyczaj transkrybowane do IPA jako ʋ.                                                                                              |
| kataloński  | kataloński        | viu    | [ˈviw]     | 'żyć'        | |
| francuski   | francuski         | valve  | [valv]     | 'zastawka'   | Zobacz też: Wymowa i transkrypcja języka francuskiego.                                                                               |
| gruziński   | gruziński         | ვიწრო  | [ˈviʦʼɾo]  | 'wąski'      | Zobacz też: Wiktionary: Aneks:Język gruziński - Alfabet i wymowa                                                                     |
| ormiański   | Dialekt wschodni  | վեց    | [vɛʦʰ]     | 'sześć'      | |
| polski      | polski            | waga   | [vaga]     | -            | Zobacz też: Fonetyka języka polskiego.                                                                                               |
| portugalski | portugalski       | vila   | [ˈvilɐ]    | 'miasteczko' | |
| rumuński    | rumuński          | val    | [väl]      | 'fala'       | |
| rosyjski    | rosyjski          | волосы | [ˈvʷo̞ɫ̪əs̪ɨ̞] | 'włosy'      | |
| hiszpański  | hiszpański        | afgano | [ävˈɣ̞äno̞]  | 'afgański'   | W języku hiszpańskim ta głoska nie ma własnego zapisu literowego, jest jedynie allofonem głoski [f] i jest zapisywana jako litera f. |
| włoski      | włoski            | avare  | [aˈvare]   | 'skąpe'      | |

## Terminologia
Spółgłoska szczelinowa wargowo-zębowa to inaczej spółgłoska frykatywna labio-dentalna.